# Манолаке Костаке Єпуряну
Манола́ке Коста́ке Єпуря́ну (рум. Manolache Costache Epureanu, 22 серпня 1823, Бирлад — 7 вересня 1884, Вісбаден) — румунський політичний діяч.

## Біографія
Навчався в Геттінгені. У 1857 році працював на користь політичного об'єднання обох дунайських князівств, а в 1859 році — на користь обрання Александру Йоана Кузи князем Молдови. У 1866 році — президент Національних Зборів, який проголосив князем об'єднаної Румунії короля Кароля I. Належачи спочатку до боярської партії, Єпуряну за допомогою молодих сил намагався перетворити її в младо-консервативну партію, яка відповідала б обставинами часу. У 1870 році він став міністром-президентом, але в тому самому році висловлена йому Палатою депутатів недовіра з приводу струсберговських залізничних підприємств змусила його піти у відставку. У 1872 році він був членом кабінету Ласкера Катаржи, але в 1873 році вийшов з нього, щоб у союзі з націонал-лібералами покласти край правлінню боярської партії. У 1876 році Єпуряну кілька місяців був міністром-президентом ліберального міністерства Йона Братіану.